# Завоевание царства У империей Цзинь
Завоевание царства У империей Цзинь (кит. трад. 晉滅吳之戰, упр. 晋灭吴之战, декабрь 279 — май 280) — военная кампания империи Цзинь против царства У. С падением У завершилась эпоха Троецарствия в Китае.

## Предыстория
Сыма Чжао — регент царства Вэй — ещё в 262 году решил завоевать государства-соперники, расправившись сначала с царством Шу, а затем — с царством У. Однако завоевание царства Шу царством Вэй потребовало большого количества ресурсов, и после его окончания царству Вэй пришлось сделать передышку. В 265 году Сыма Чжао умер, и ему наследовал сын Сыма Янь, который в том же году вынудил императора Цао Хуаня отречься от престола в свою пользу и узурпировал власть, образовав новое государство под названием Цзинь.
У царства У в то время имелись собственные проблемы. В 264 году скончался его правитель Сунь Сю, и на престол взошёл его племянник Сунь Хао. Став правителем, он увлёкся вином и женщинами, и перестал знать меру в наказаниях. Чтобы обеспечить себе роскошную жизнь, он ввёл тяжёлые налоги, что привело к широким народным восстаниям на территории современных провинций Чжэцзян и Гуандун. Поверив, что императорская аура сместилась из провинции Янчжоу в провинцию Цзинчжоу, он предпринял дорогостоящие действия по переносу столицы из Цзянье в Учан. Также он начал казнить чиновников, которые выражали несогласие с его действиями.

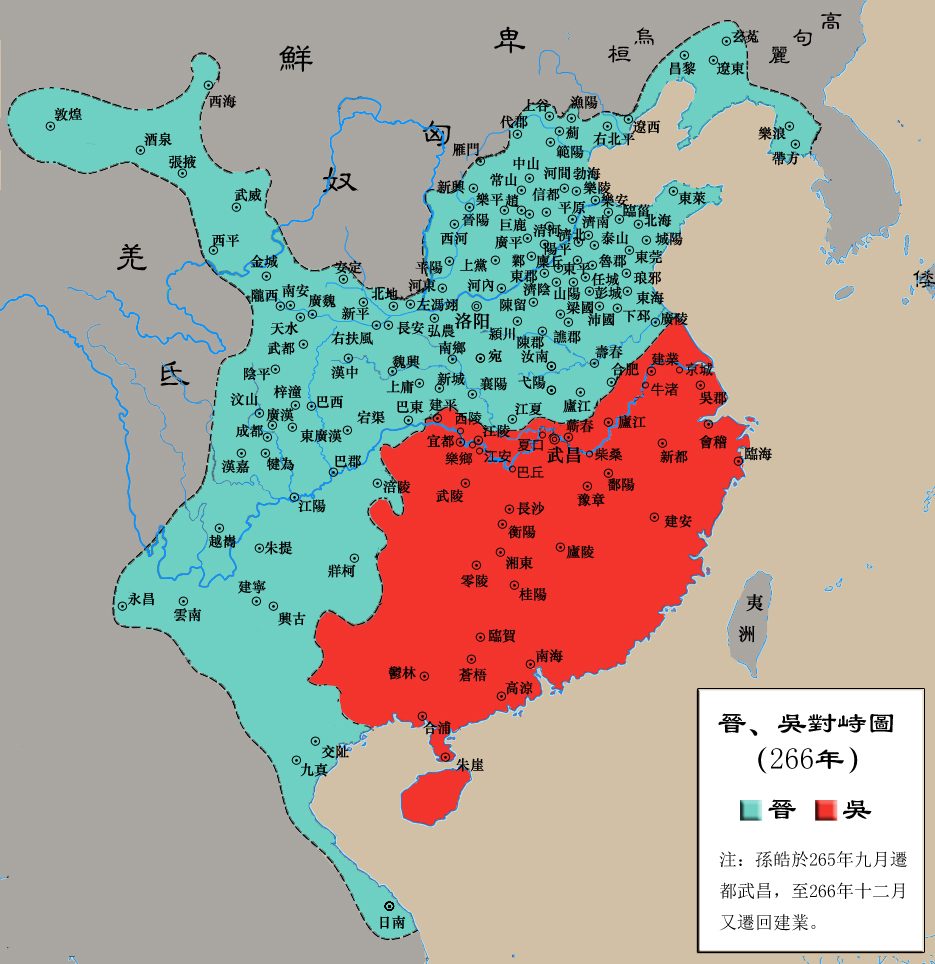
Цзинь и У в 266 году

Чтобы успокоить население покорённого царства Шу, и привлечь на свою сторону людей из царства У, Сыма Янь дал Лю Шаню (последнему правителю покорённого царства Шу) титул «Аньлэ-гун» (安樂公), также титулы получили 50 высших сановников бывшего царства Шу, а Чжугэ Цзину (внуку покойного Чжугэ Ляна) был дан пост в цзиньском правительстве. Чтобы выиграть время, Сыма Янь предложил Сунь Хао мир, но тот воспринял все действия Цзинь и это предложение как признак слабости Цзинь.
С 269 года империя Цзинь приступила к подготовке завоевания У. По совету Ян Ху в 272 году император поставил Ван Цзюня во главе провинции Ичжоу (занимала территории современных Чунцина и Сычуани), а вскоре после этого, по совету Ду Юя, поставил Ван Цзюня во главе строительства необходимого для войны против У мощного речного флота. Несмотря на то, что ему было уже почти 70 лет, Ван Цзюнь, стремясь получить славу завоевателя У, энергично взялся за выполнение обеих задач. Воспользовавшись своей двойной должностью, он резко увеличил количество занятых на строительстве кораблей людей (если раньше каждый округ провинции Ичжоу выделял на это по 500—600 человек, то теперь выделял по 10.000), в результате чего программа строительства флота была завершена всего за год. Чтобы компенсировать преимущество У в опыте ведения войны на воде, Ван Цзюнь построил большое количество крупных кораблей с таранами.
К октябрю 276 года приготовления были в целом завершены, и Ян Ху советовал императору начать войну. Предложение было поначалу принято, но тут против выступил Цзя Чун, ибо как раз в это время в северо-западных землях империи Цзинь восстали племена сяньби. Через два месяца Ян Ху скончался, и во главе войск провинции Цзинчжоу (занимала земли современных провинций Хубэй и Хунань) вместо него был поставлен Ду Юй. Во главе провинции Цинчжоу (занимала почти всю территорию современной провинции Шаньдун) был поставлен Вэй Гуань, во главе провинции Сюйчжоу (занимала юго-восток современной провинции Шаньдун и ту часть современной провинции Цзянсу, что лежит севернее реки Янцзы) — Сыма Чжоу, во главе Янчжоу (занимала часть современной провинции Аньхой, находящуюся южнее реки Хуайхэ) — Ван Хунь, во главе Юйчжоу (занимала восток современной провинции Хэнань и ту часть современной провинции Аньхой, что лежит севернее реки Хуайхэ) — Сыма Лян. Во главе военных операций на северном берегу Янцзы был поставлен Ху Фэнь.
В царстве У тем временем Сунь Хао продолжал игнорировать все предупреждения о военных приготовлениях империи Цзинь. В 274 году скончался прославленный Лу Кан, стоявший во главе всех вооружённых сил У, и во главе армии и флота были поставлены пять его сыновей. Разделение властей сильно ослабило военные возможности У.
В 279 году Ван Цзюнь пришёл к выводу, что наступило время для наступления на У. Большинство придворных были против, но Ван Цзюня поддержали Ду Юй и Чжан Хуа, с которыми согласился император. Для боевых действий было выделено 200.000 из 500.000 имевшихся у империи войск; флот Цзинь был в то время уже практически сравним с флотом У. В качестве стратегии была принята та, которую предлагал ещё покойный Ян Ху: в связи с тем, что хотя армия У и сравнима по численности с выделенной против неё армией Цзинь (в войсках У было порядка 230 тысяч человек), она растянута вдоль огромной границы, и её можно бить по частям сконцентрированными силами. Поэтому Ван Цзюнь должен будет вести основное наступление вниз по течению Янцзы, Ван Хунь и Сыма Чжоу должны будут связать основные силы У, угрожая Цзянье (столице царства), а Ван Жун, Ду Юй и Ху Фэнь, действуя скоординированно с 70-тысячной группировкой Ван Цзюня — захватить основные опорные пункты У, лежащие к западу от Сякоу. После соединения атакующих сил они должны будут двинуться вниз по Янцзы и взять Цзянье. Для лучшей координации действий император постановил, что после достижения Цзяньпина Ван Цзюнь переходит под командование Ду Юя, а после достижения атакующими войсками Цзянье во главе всех сил становится Ван Хунь.

## Ход событий

### Боевые действия в верхнем течении Янцзы
После того, как к Ван Цзюню присоединился его заместитель Тан Бинь, бывший главой округа Бадун (巴東郡), объединённый флот, на котором было порядка 70 тысяч человек, в декабре 279 года двинулся вниз по Янцзы. Месяц спустя Ду Юй начал наступление из Сянъяна на Цзянлин, а сянъянского тайшоу Чжоу Ци и трёх своих советников — Фань Сяня, Инь Линя и Дэн Гуя — направил на запад, вверх по Янцзы, на соединение с войском Ван Цзюня, чтобы атаковать находящиеся между ними опорные пункты У с двух сторон. В начале марта 280 года войска Ван Цзюня захватили Даньян и взяли в плен командовавшего его обороной Шэн Цзи.

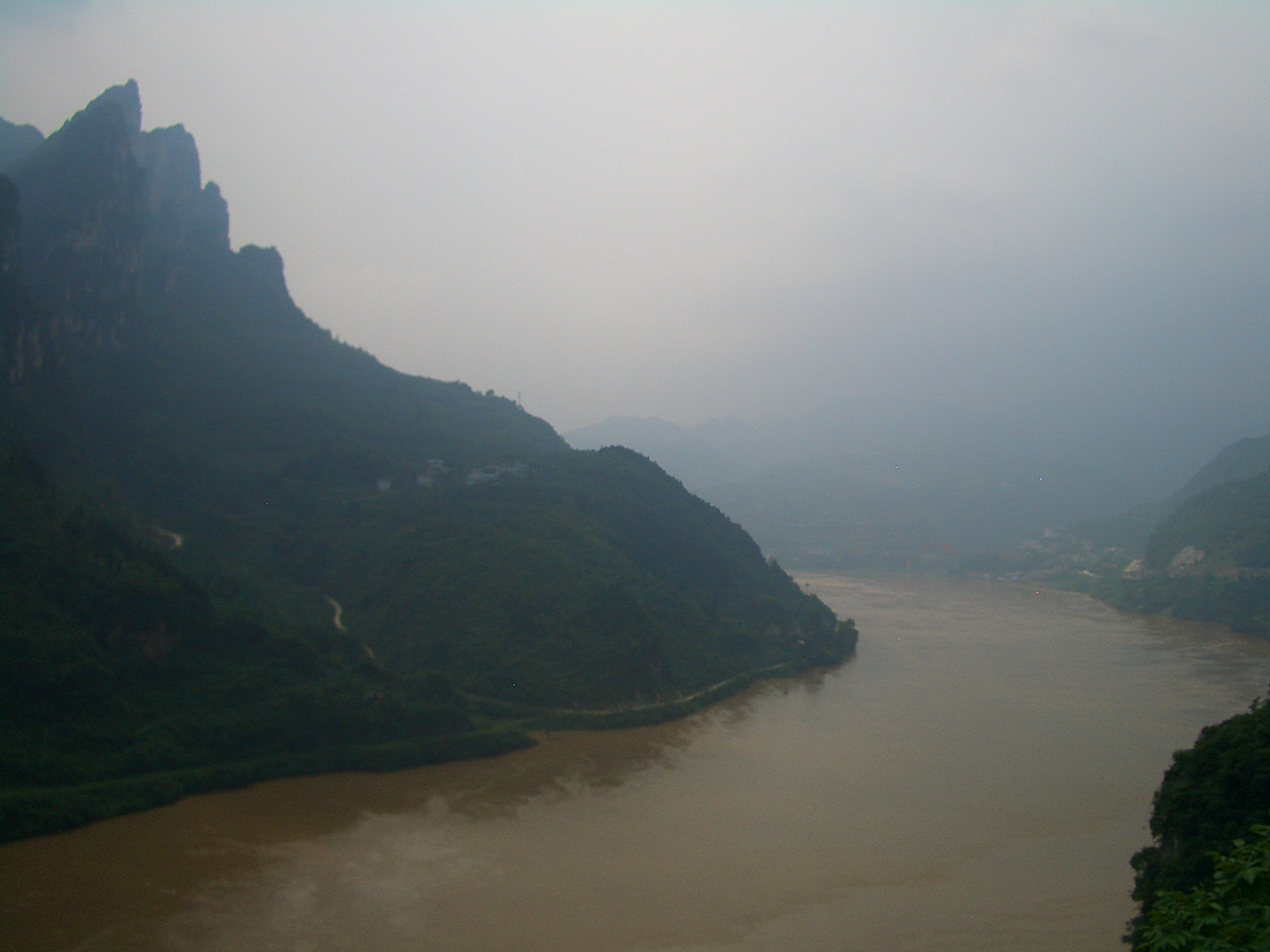
Янцзы в ущелье Силин

Взяв Даньян, войска Ван Цзюня продолжили движение вниз по течению, пока в ущелье Силин не наткнулись на ловушку — находящиеся в воде соединённые железными цепями железные шипы. Зная заранее об этом препятствии от пленных и разведчиков, Ван Цзюнь пустил впереди флота плоты, которые и напоролись на шипы. Это позволило обнаружить ловушку и спасти флот, который задержался лишь на несколько часов для проделывания прохода в заграждениях. 20 марта цзиньские войска взяли Силин, а два дня спустя — Цзинмэнь и Идао. Победоносный цзиньский флот продолжил свой путь к Лэсяну, где разгромил войска, попытавшиеся не обороняться за стенами, а устроить полевое сражение.
Тем временем Ду Юй ночью отправил Чжоу Чжи во главе 800 конников на другой берег Янцзы, чтобы разместить на горе Башань большое количество флагов, создавая впечатление нахождения там большого войска, а сам скрытно отправился к Лэсяну, гарнизон которого вышел для боя с Ван Цзюнем, и захватил его. Затем армией Ду Юя был взят Цзянлин.

### Перегруппировка цзиньских сил
4 апреля 280 года цзиньский император усилил группировку Ван Цзюня, подчинив ему силы других командующих:
- Ду Юю следовало наступать на юг на Линлин, Гуйян и Хэнъян, при этом 10.000 своих войск он должен был оставить Ван Цзюню, а 7.000 — Тан Биню.
- Ху Фэнь должен был совместно с Ван Цзюнем взять Сякоу, после чего его 7.000 должны были перейти к Ван Цзюню.
- Ван Жуну следовало совместно с Ван Цзюнем взять Учан, после его 6.000 должны были перейти к Тан Биню.
- После взятия Бацю Ван Цзюню следовало объединить свои силы с силами прочих командующих и, после захвата указанных ранее пунктов, следовать на Цзянье — столицу царства У.

Выполняя приказ императора, Ван Цзюнь продолжил наступление, и ему сдался Мэн Тай, оборонявший Цичунь и Чжусянь. После того, как к Ван Цзюню соединился с Ван Жуном, то Лю Лан, управлявший Учаном, потерял волю к сопротивлению, и сдался без боя. Все земли царства У на Верхней Янцзы (за исключением Цзяньпина) перешли под контроль империи Цзинь.
В это время цзиньский главнокомандующий Цзя Чун, с самого начала выступавший против этой войны, нашёл повод завершить боевые действия. Он заявил, что после одержанных побед войска лучше отвести, так как продолжение войны привело бы к истощению ресурсов страны, а войска на юге страдали бы от эпидемий. Однако боевые действия шли гораздо лучше и быстрее, чем предсказывал Цзя Чун, и его предложения были проигнорированы.

### Боевые действия на Средней и Нижней Янцзы
В среднем и нижнем течении Янцзы начиная с середины февраля Ван Хунь захватил Сюньян, Гаован и Лайсян. Сыма Чжоу взял Тучжун и отправил своего подчинённого Лю Хуна поставить под контроль северный берег Янцзы, а Ван Хэну поручил пересечь Янцзы. Армия Ван Хэна разбила войска Цай Цзи, уничтожив в битве свыше 60 тысяч человек.

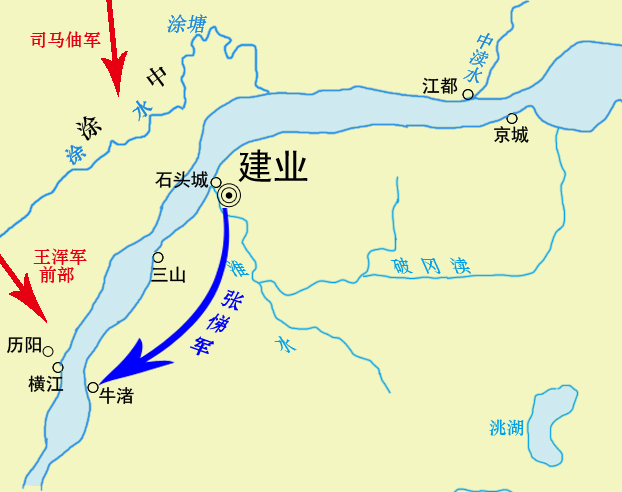
последние ходы

Для отражения этого нападения Сунь Хао отправил войска под командованием Чжан Ти, Шэнь Ина, Чжугэ Цзина и Сунь Чжэня. В середине апреля 30-тысячное войско Чжан Ти форсировали Янцзы и разбили 7-тысячное войско Чжан Цяо. Чтобы Чжан Цяо не сбежал в Цзинь, Чжан Ти приказал ему оставаться с ним
Двигаясь дальше, войска У наткнулись на войска Цзинь, которыми командовали Чжан Хань и Чжоу Цзюнь. Шэнь Ин лично повёл в наступление из Даньяна 5-тысячную группировку, но был отбит с большими потерями. Поражение элитных войск серьёзно подорвало боевой дух солдат царства У. Воспользовавшись моментом, цзиньские полководцы Сюэ Шэн и Цзян Бань неожиданно перешли в контратаку и разгромили крупное войско У. С другой стороны по бегущим солдатам У неожиданно ударил сдавшийся ранее Чжан Цяо, и также нанёс им большие потери. В решающем сражении пали Чжан Ти, Шэнь Ин и Сунь Чжэнь, вернуться в Цзянье смог только Чжугэ Цзин. Подчинённые Ван Хуня побуждали его немедленно наступать на столицу царства У, но тот предпочёл быть осторожным и, выполняя императорский приказ об обеспечении безопасности северного берега Янцзы, дожидался подхода Ван Цзюня.
Ван Цзюнь тем временем продолжал следовать вниз по Янцзы. Сунь Хао приказал Чжан Сяну выйти ему навстречу с флотом, но когда две флотилии встретились — деморализованные экипажи кораблей У начали массово сдаваться, сдался и сам Чжан Сян. Ван Хунь приказал Ван Цзюню явиться к нему для обсуждения последующих действий, но Ван Цзюнь ответил, что его флот уже миновал лагерь Ван Хуня, и он не может вернуться, двигаясь против течения.
30 апреля войска Ван Цзюня достигли Саньшаня с юго-западной стороны от Цзянье. Тао Цзюнь собрал 20-тысячное войско, чтобы дать последний бой, но в ту же ночь почти все солдаты разбежались, а Тао Цзюнь и немногие оставшиеся погибли в бою на следующий день.
1 мая 280 года Сунь Хао вышел к лагерю Ван Цзюня, разорвав на себе одежды и связав себя в знак капитуляции. Перед этим он выпустил свой последний указ, приказав подданным У стать верными подданными Цзинь. После этого сдались последние оплоты У, ещё сопротивлявшиеся цзиньским войскам.

## Итоги и последствия
Падение царства У завершило эпоху Троецарствия: китайские земли вновь собрались в составе единого государства. Цзиньские полководцы были награждены за победу в кампании; ирония судьбы заключается в том, что больше всех почестей и наград получил верховный главнокомандующий Цзя Чун, больше всех выступавший против этой войны.
В написанном в XIV веке романе «Троецарствие» события, предшествующие завоеванию У, были описаны в искажённом виде. В частоности, в романе идея строительства флота для нападения на У приписывается Чжун Хуэю: якобы, он предлагает это Сыма Чжао ещё до нападения на царство Шу, чтобы царство Шу потеряло бдительность, и чтобы после завоевания Шу быть готовыми сразу напасть на У.